# San Antonio Nogalar
San Antonio Nogalar är en ort i Mexiko.   Den ligger i kommunen González och delstaten Tamaulipas, i den centrala delen av landet, 400 km norr om huvudstaden Mexico City. San Antonio Nogalar ligger 348 meter över havet och antalet invånare är 124.
Terrängen runt San Antonio Nogalar är kuperad åt nordost, men åt sydväst är den platt. Runt San Antonio Nogalar är det glesbefolkat, med 10 invånare per kvadratkilometer. Närmaste större samhälle är La Morita, 13,0 km väster om San Antonio Nogalar. Omgivningarna runt San Antonio Nogalar är en mosaik av jordbruksmark och naturlig växtlighet.